# Wachstum (Biologie)
In der Biologie wird mit Wachstum zumeist die Zunahme der Größe und der Masse eines Lebewesens oder eines seiner Teile bezeichnet. Bei Einzellern wie etwa Bakterien oder Hefen betrachtet man stattdessen die Zunahme der Population, also der Anzahl der Zellen, als Wachstum. Nähere Darstellungen finden sich bei Pflanzenwachstum und bei bakterielles Wachstum.
Die Massenzunahme beruht zumeist auf der Anreicherung artspezifischer organischer Substanzen, die entweder aus aufgenommener Nahrung oder mittels Photosynthese oder Chemosynthese aus anorganischen Substanzen gebildet werden (Heterotrophie bzw. Autotrophie). Eine Ausnahme ist das Streckungswachstum bei Pflanzen, das größtenteils oder vollständig auf der Aufnahme von Wasser und Mineralsalzen in die Vakuolen basiert.
Bei den meisten Lebewesen ist das Wachstum mit Zellteilungen verbunden, resultiert also in einer Zellvermehrung. Dagegen unterbleibt bei coenocytischen Pilzen und Algen die Bildung von Zellwänden; es werden also nur die Zellkerne und andere Organelle vermehrt. Ebenso werden beim pflanzlichen Streckungswachstum keine neuen Zellwände gebildet.
Die großen Reiche der Tiere (mit dem Menschen), Pflanzen und Pilze zeigen beim Wachstum grundlegende Unterschiede. So wachsen Pflanzen nicht wie Tiere überall gleichzeitig, sondern nur an bestimmten Stellen, ausgehend von Meristemen. Andererseits ist ihr Wachstum prinzipiell unbegrenzt, während es bei den meisten Tieren aufgrund ihres geschlossenen Körperbaus ein natürliches Ende findet. Ein Extrem stellen Fadenwürmer und Rädertierchen dar, die ausgewachsen aus einer festgelegten Anzahl von Zellen bestehen (Zellkonstanz). Die Myzelien der Pilze wachsen unter geeigneten Bedingungen an allen Hyphenspitzen zugleich und können dies prinzipiell unbegrenzt fortsetzen.

## Steuerung des Wachstums
Das Wachstum eines Individuums muss räumlich und zeitlich strukturiert ablaufen. Bei vielzelligen Tieren gibt es beispielsweise die hormonelle Kontrolle und auch die Kontaktinhibition der Zellteilung. Bei Vielzellern werden oft die Zellen mit dem Wachstum und der weiteren Entwicklung des Individuums differenziert, wodurch sie verschiedene Aufgaben übernehmen können.
Die zeitliche Steuerung erfolgt bei vielen Lebewesen durch Faktoren der Umgebung. So wird eine typische Wachstumsperiode für Pflanzen in Mitteleuropa mit dem Frühling beginnen und im Herbst enden. Je nach besonderen Anforderungen der Standorte oder Lebewesen treten hiervon abweichende Perioden auf. Als Beispiel müssen die Unterwuchs-Pflanzen im Rotbuchenwald mit der starken Beschattung durch die Baumkronen zurechtkommen und zeigen daher in jedem Jahr zwei Wachstumsperioden. Eine davon findet zwischen dem Winterende und dem Ausbringen des Laubes der Buchen statt, die zweite Periode liegt zwischen dem Laubfall und dem folgenden Winter.